# Federación Mexicana de Lacrosse
La Federación Mexicana de Lacrosse, conocida por sus siglas en español como FML, es la organización que rige esta disciplina en México y se encarga de la administración, organización, desarrollo, y promoción de la práctica del lacrosse en dicho país. La FML fue reconocida por la Federación Internacional de Lacrosse, FIL como miembro afiliado desde 2010.

## Historia
El lacrosse llega México en 2009 por iniciativa de jóvenes universitarios que deseaban vivir y compartir la experiencia de practicar este deporte en las principales universidades de México. Fruto de esta experiencia exitosa se funda la Federación Mexicana de Lacrosse, FML con el fin regular y dirigir el deporte en el 2010. México ha participado en dos ocasiones en el Campeonato Mundial de Lacrosse, quedando en lugar 29º en 2010 y lugar 23º en 2014.

### Inicios
La Idea de formar un equipo mexicano y representar a México en competiciones internacionales surgió paradójicamente en California, Estados Unidos, por un grupo de mexicanos residentes en aquel país que quería poner en alto el nombre de México en el mundo del lacrosse. Con esto se formó el primer antecedente de equipo mexicano, llamado los Aztecas. La idea en realidad no tuvo mucha fuerza pero a partir de este primer intento, Osvaldo Díaz, quien había sido entrenador de categorías infantiles y árbitro de MCLA, pudo ponerse en contacto con un joven estudiante mexicano, José Luis Espinosa Núñez, que en ese momento cursaba estudios de maestría en la universidad de Michigan y que estaba interesado en el deporte. Así fue que con el apoyo de otros mexicanos en Estados Unidos, José Luis Espinosa comenzó en 2009 la práctica del lacrosse en México, reuniendo a un grupo de jóvenes emprendedores y estudiantes de diversas universidades. Se juntaron para practicar por primera vez en las instalaciones de la Universidad Nacional Autónoma de México, y fue gracias al permiso de la Facultad de Química que esta institución dio albergue al primer equipo de lacrosse en México.
Este primer equipo estaba formado por jugadores de varias universidades, por lo que no representaba a ninguna institución en particular y aunque en realidad fue el prototipo de lo que después se convertiría en el equipo representativo de la UNAM, lo más importante es que sirvió como plataforma para entrenar y capacitar jugadores que posteriormente partieron para formar equipos en sus propias universidades. A partir de este ensayo en las instalaciones de la UNAM y después de varios meses surgieron los primeros cuatro equipos de lacrosse en México que en efecto representarían una institución. Además gracias a este esfuerzo surgió la federación mexicana de lacrosse y el primer torneo de liga de lacrosse. Estos equipos fueron; los Pumas de la Universidad Nacional Autónoma de México, los Lobos de la Universidad Iberoamericana, los Burros Blancos del Instituto Politécnico Nacional y las Águilas de Universidad La Salle. Para 2010 la FML se incorporó a la Federación de Lacrosse Internacional y pudo así México participar en su primer mundial de lacrosse en que fueron situados en el lugar 29º, un lugar por debajo de Argentina y solo por encima de la Confederación Iroquesa, que se reservó el derecho de participar en dicho certamen. 

### Jugadores destacados
El jugador con mayor éxito en el lacrosse nacional es Miguel “La leyenda” Perusquía, quien fue delantero y coach del equipo de la UNAM. Actualmente se encuentra en un retiro indefinido por una fuerte lesión que sufrió en un torneo internacional. Es considerado una de las personas más acaudaladas dentro de la comunidad deportiva, ya que en sus ratos libres viaja por el mundo.
Además de ser uno de los mejores coaches de la delantera de UNAM Pumas Lacrosse, también fue galardonado con el premio al soltero más codiciado del circuito durante 8 años consecutivos. 
Al igual que Miguel, uno de los jugadores y pilares en el coaching de UNAM Pumas Lacrosse, es Roberto García "Oteb", quien enseñó las habilidades básicas a varios jugadores y jugadoras de la UNAM, jugadores que actualmente están en la liga semiprofesional, algunos otros en el equipo nacional. Desafortunadamente su carrera como jugador tuvo que terminar después de que un integrante de su mismo equipo le provocó una severa lesión en una de sus rodillas. Después de este duro golpe, Roberto no fue el mismo, actualmente sufre de veganismo severo y se le conoce como Roberto "El rodillas locas". 
Uno de los fogos más destacados en la breve historia del lacrosse nacional lleva por nombre Daniel Rojas, mejor conocido como "Actor". El atlético mediocampista cuenta con un palmarés envidiable, fruto de habilidades similares a las de jugadores de NCAA. Infortunadamente, el también erudito de los análisis fundamentales, perdió gran parte de su patrimonio a causa del desplome de las criptomonedas promovidas por el presidente de Argentina, Javier Milei, por lo que se refugió en drogas blandas como el cannabis, y en opioides como la heroína.
Asimismo, Gerardo González Guevara, alias "el machito de Ixtapaluca", fue participe de grandes proezas en el circuito del deporte nacional. Cuenta con el récord de más juegos sin haber tocado la bola;  además fue parte importante en la hidratación del equipo durante su estancia en UNAM Pumas Lacrosse. Desgraciadamente, el también apodado "la Muñeca" vio empañada su formidable actuación por una serie de sucesos extracancha. 
México ha dado grandes jugadores aparte de los ya mencionados, un ejemplo de ello es Jesús "Capitán de medios" Del Valle del equipo de Burros Blancos Lacrosse (IPN), quien no solo destacó como gran referente del deporte nacional si no que hizo un salto a la fama al iniciar su carrera como modelo, profesión que prectica hasta la actualidad.
Otro personaje fundamental en la historia del Lacrosse mexicano ha sido Jesús "el Winnie Pooh" Robles, defensa y LSM. Su temperamento y aspecto físico lo colocaron como un pilar del deporte semiprofesional nacional. Actualmente se encuentra en una etapa de descanso, y radica en la colonia Lindavista, barrio que lo vio nacer y crecer.
Sin duda alguna, Carlos Emiliano Fuentes es el pilar del deporte colegial en México siendo atleta nato, a su vez era el jugador más solicitado por los equipos semiprofecionales del país pero su adicción al alcohol lo ha mantenido en un periodo de declive.
Finalmente, pero no menos importante, José Ángel Jiménez, ha sido una figura constante en el circuito del deporte en México. Además de ser jugador en activo de la Liga Universitaria por más de 8 años, es responsable de comunicar, a todo el país, las noticias más relevantes en la materia; es fundador del sitio  MexLaxNews.

### El Lacrosse Femenil
En 2012 se inauguraron los dos primeros equipos femeniles de lacrosse en México, Las Panteras de la Universidad Autónoma Metropolitana y las Pumas de la Universidad Nacional Autónoma de México. Quienes disputaron en ese mismo año el primer partido oficial de lacrosse Femenil en la historia de dicha nación, resultando vencedoras las Pumas de la UNAM bajo la dirección de los entreandores Diego Valdivia, Óscar Rivera y Santiago Rábade y con goles de las delanteras Bárbara Ramos y Ana Ulloa.
Fue hasta 2015 cuando se realizó de manera más organizada y oficial una liga femenil en la cual el equipo de TEC CEM resultó campeón. Para el siguiente año, el equipo de la UNAM consiguió su primer título de lacrosse, y fue a cargo del conjunto femenil, dirigidas por el coach David Ruiz y Roberto García.

## Eventos internacionales femeniles
2017
WOMEN'S WORLD CHAMPIONSHIP, Guildford, Inglaterra.
2023483
-U19 WORLD CHAMPIONSHIP, Peterborough, Canada.
-PALA WOMEN'S QUALIFIERS, Auburndale, FL, EUA.
2022
WOMEN'S WORLD CHAMPIONSHIP, Towson, MD, EUA.

## Eventos internacionales varoniles
2010
FIL WORLD LACROSSE CHAMPIONSHIPS, Manchester, Inglaterra.
2014
FIL WORLD LACROSSE CHAMPIONSHIPS, Denver, CO, EUA.
2015
COPA AMERICA DE LACROSSE, Iztacalco, Ciudad de México, México
2016
FIL U-19 MEN'S LACROSSE WORLD CHAMPIONSHIPS, Coquitlam, BC, Canadá
2018
FIL WORLD LACROSSE CHAMPIONSHIPS, Netanya, Israel.
2019
WORLD INDOOR LACROSSE CHAMPIONSHIP, Langley, BC, Canadá.
2021
TORNEO CENTROAMERICANO "BICENTENARIO" SIXES LACROSSE, San José, Costa Rica.
2022
HERITAGE CUP INTERNATIONAL LACROSSE, Springfield, MA, EUA.
2022
PALA MEN'S WORLD QUALIFIERS, Medellín, Colombia
2023
FIL WORLD LACROSSE CHAMPIONSHIPS, California, USA.

## Eventos y ligas nacionales

### Liga Premier de Field Lacrosse
Esta liga se organiza desde hace cuatro años en México, enfrentando a los equipos de las universidades más importantes del país. Es la competición colegial de más alto nivel en el territorio nacional. El contacto físico en esta modalidad y la reglamentación que rige la liga están homologados con las reglas oficiales para Field Lacrosse de la Federación Internacional de Lacrosse, FIL.

### Otras ligas y eventos
Además de la liga premier universitaria la FML organiza anualmente:
-Liga Anual Universitaria de Lacrosse Femenil (Actual Campeón: Borregas ITESM, CEM)
-Liga Masters de Field Lacrosse (Liga semiprofesional de field lacrosse fundada en 2016)
-Liga Nacional de Indoor Lacrosse (Liga semiprofesional de box lacrosse fundada en 2014)
-Torneo inter semestral CONADEIP (actual Campeón: Lobos, UIA)
-Torneo internacional de año nuevo “Mexico Invitational”

### Torneo Anual "Copa Azteca"
2019
En 2019 fue la primer Copa Azteca, la cual fue fundada con el fin de desarrollar el nivel competitivo del lacrosse en México y unir a la comunidad del lacrosse mexicano que radica en varios estados del país vecino USA con la comunidad que radica en territorio nacional.
El evento tuvo como sede el INSTITUTO POLITECNICO NACIONAL(IPN) unidad Zacatenco, teniendo un total de 4 equipos inscritos:
Burros Blancos LC
Dioses Mayas
Guerreros Jaguar
Quetzales
Todos loes equipos tuvieron integrantes Mexico-Americanos, asi como jugadroes de la liga Master y Liga universitaria. Coronandose como campeon el equipo de Quetzales, en un cerrado encuentro contra Guerreros Jaguar, con un marcador final de 12 -9.

## Resultados de la liga Premier Universitaria
Se muestran a continuación los resultados de la máxima categoría de Lacrosse en México
Liga Premier Universitaria 2011
Primer lugar: Lobos, UIA
Segundo lugar: Burros Blancos, IPN
Tercer lugar: Pumas, UNAM
Lugar de la Final: Universidad Iberoamericana 
Clasificación 2011:
Lobos, UIA
Burros Blancos, IPN
Pumas, UNAM
Águilas, ULSA
Liga Premier Universitaria 2012
Primer lugar: Lobos, UIA 
Segundo lugar: Pumas, UNAM
Tercer lugar: Águilas, ULSA
Lugar de la Final: Universidad Iberoamericana 
Clasificación 2012:
Lobos, UIA
Pumas, UNAM
Águilas, ULSA
Burros Blancos, IPN
Borregos, ITESM- CCM
Leones, Universidad Anáhuac México Norte
Liga Premier Universitaria 2013
Primer lugar: Lobos, UIA 
Segundo lugar: Pumas, UNAM
Tercer lugar:Burros Blancos, IPN
Lugar de la Final: Universidad Iberoamericana 
Clasificación 2013:
Lobos, UIA
Pumas, UNAM
Burros Blancos, IPN
Águilas, ULSA
Borregos, ITESM- CCM
Panteras, UAM-A
Borregos, ITESM- CSF
Borregos, ITESM- CEM
Liga Premier Universitaria 2014
Primer lugar: Lobos, UIA 
Segundo lugar: Panteras, UAM-A
Tercer lugar: Burros Blancos, IPN
Lugar de la Final: Tecnológico de Estudios Superiores de Monterrey, Campus Estado de México
Clasificación 2014:
Lobos, UIA
Panteras, UAM-A
Burros Blancos, IPN
Borregos, ITESM- CEM
Pumas, UNAM
Borregos, ITESM- CSF
Borregos, ITESM- CCM
Liga Premier Universitaria 2015
Primer lugar: Panteras, UAM-A
Segundo lugar: Lobos, UIA 
Liga Premier Universitaria 2016
Primer lugar: Panteras, UAM-A
Segundo lugar: Pumas, UNAM
Liga Premier Universitaria 2017
Primer lugar: Pumas, UNAM
Segundo lugar: Burros Blancos, IPN
Liga Premier Universitaria 2018
Primer lugar: Burros Blancos, IPN
Segundo lugar: Pumas, UNAM
Liga Premier Universitaria 2019
Primer lugar: Pumas, UNAM
Segundo lugar:  Panteras, UAM-A

## Campeones de la liga Premier Universitaria
Se muestran a continuación los campeones de la máxima categoría de Lacrosse en México.
| AÑO  | CAMPEON             | SUBCAMPEON          | TERCER LUGAR        |
| ---- | ------------------- | ------------------- | ------------------- |
| 2011 | LOBOS , UIA         | BURROS BLANCOS, IPN | PUMAS, UNAM         |
| 2012 | LOBOS , UIA         | PUMAS, UNAM         | AGUILAS ULSA        |
| 2013 | LOBOS , UIA         | PUMAS, UNAM         | BURROS BLANCOS, IPN |
| 2014 | LOBOS , UIA         | PANTERAS UAM-A      | BURROS BLANCOS, IPN |
| 2015 | PANTERAS UAM-A      | LOBOS , UIA         |                     |
| 2016 | PANTERAS UAM-A      | PUMAS, UNAM         |                     |
| 2017 | PUMAS, UNAM         | BURROS BLANCOS, IPN |                     |
| 2018 | BURROS BLANCOS, IPN | PUMAS, UNAM         |                     |
| 2019 | PUMAS, UNAM         | PANTERAS UAM-A      |                     |

| NUMERO | EQUIPO              | CAMPEONATOS | SUBCAMPEONATOS | AÑOS DE CAMPEONATOS    |
| ------ | ------------------- | ----------- | -------------- | ---------------------- |
| 1      | LOBOS , UIA         | 4           | 1              | 2011, 2012, 2013, 2014 |
| 2      | PUMAS, UNAM         | 2           | 5              | 2017, 2019             |
| 3      | PANTERAS UAM-A      | 2           | 2              | 2015, 2016             |
| 4      | BURROS BLANCOS, IPN | 1           | 1              | 2018                   |

## Marcas históricas
1) UNAM Pumas Lacrosse mantiene el récord de más juegos entre ellos mismos; el aclamado encuentro entre Pumas Azul vs Pumas Oro es ya un clásico en el deporte nacional.
2) José Ángel Ruiz ha jugado para 12 equipos del circuito del Lacrosse en México (UNAM PUMAS LACROSSE, UAM-A PANTERAS LACROSSE Y QUETZALES LC). La María Magdalena del lacrosse mexicano tiene entre sus principales jerseys la de MEXICO, UNAM Pumas Lacrosse, Panteras, Quetzales y una de Paul Rabil que según él le da poderes sexuales.

## Controversias
Durante los preparativos de la Liga Máster 2019 se realizó una denuncia pública a través de un comentario realizado en la página de Facebook de la Federación donde el ignoto hacía público el sentimiento de muchos jugadores al darse cuenta de que el organizador (una empresa constituida el mismo año del torneo de nombre Gorilax) del torneo cobraba cuotas excesivas por un servicio básico, no solo eso sino que también pretendía venderle a los jugadores el uniforme que iban a emplear, además de presentar conflictos de interés pues el dueño de la misma fungiría como árbitro y jugador. Otra de las denuncias publicadas en esa ocasión, correspondía con la identidad del organizador -Jose David Ruiz Campos- quien suscribía cada comunicado haciéndose llamar arquitecto, cuando al buscar su cédula en el Registro Nacional de Profesionistas no aparecía y a la fecha sigue sin aparecer.
La controversia más importante en el lacrosse nacional es la poca participación de jugadores nacionales en los representativos internacionales. A pesar de que México es el país en América Latina con el mayor desarrollo del deporte, la selección nacional siempre está conformada por jugadores que no representan al lacrosse que se practica en nuestro territorio. Con el pretexto de competir de mejor manera en las distintos torneos, siempre se opta por elegir jugadores americanos con ascendencia mexicana, algo como lo que hacen actualmente las Chivas Rayadas del Guadalajara, en el que basta con que tu abuelo haya cruzado a Tijuana por gasolina barata, o que tu bisabuelo se haya enfiestado en Coco Bongo, para ser considerado mexicano.
En varonil, el resultado más exagerado fue el que representó al país en 2022 en el marco de los Qualifiers 2022, organizados por la Pan American Lacrosse Association donde la selección fue constituida por únicamente 9 jugadores de la liga mexicana, siendo el resto jugadores extranjeros con ascendencia mexicana. Este es uno de los problemas que aquejan no solo a México sino a todos los países donde el deporte se encuentra en desarrollo, particularmente los de Latinoamérica y el este de Europa pues el modelo de World Lacrosse provoca que, en un afán de mejorar la participación, los países no envíen representantes nacionales sino estadounidenses.
Finalmente, uno de los sucesos más polémicos que se han suscitado en el lacrosse universitario nacional fue la deserción de UNAM Pumas Lacrosse de la Liga Universitaria 2023. Aunque se desconocen las causas reales, el hecho causó tanto revuelo debido a que se originó mientras se desarrollaba un juego del representativo femenil. A raíz de esto, el varonil también declinó su participación.

## Personajes de la oposición
Históricamente han existido personajes mostrando su descontento con decisiones de la Federación Mexicana de Lacrosse. Sin duda, el más significativo ha sido MexLaxNews; quien hace presencia en distintos foros de la red para denostar la presencia de mexicoamericanos en los seleccionados nacionales, y la nula preparación académica de algunos dirigentes del deporte así como publicidad para su propio movimiento urbano fálico. 
Además, durante distintas transmisiones, un perfil falso de Paul Rabil ha sido utilizado para aseverar que existe corrupción en algunos grupos del organismo.